# Marsopstraße 22 (München)

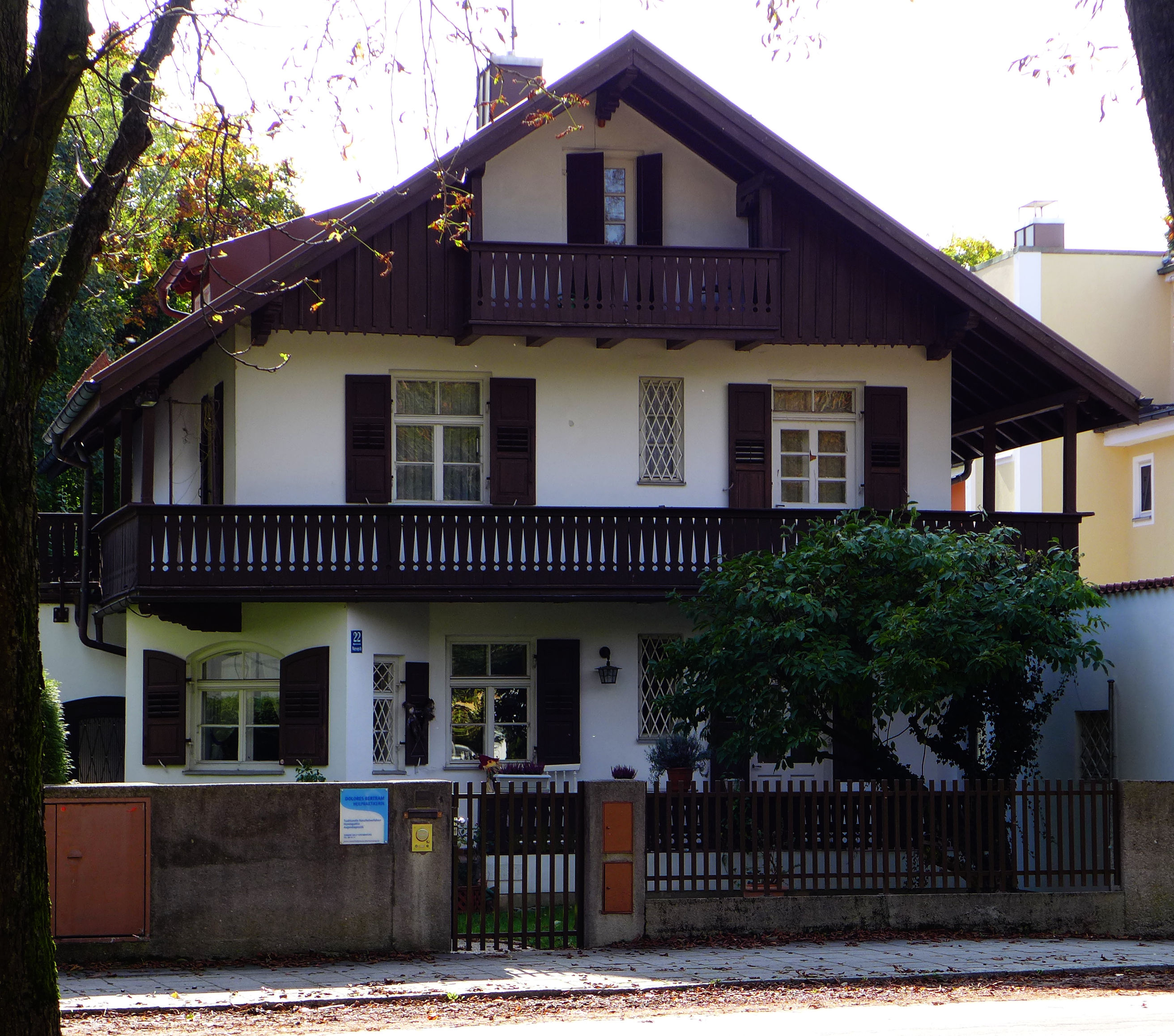
Villa Marsopstraße 22 im Stadtteil Obermenzing von München

Das Gebäude Marsopstraße 22 im Stadtteil Obermenzing der bayerischen Landeshauptstadt München wurde 1898 errichtet. Die Villa, die zur Erstbebauung der Villenkolonie Pasing I gehört, ist ein geschütztes Baudenkmal.
Der zweigeschossige Satteldachbau mit Eckerker, Holzbalkon, holzverschaltem Giebel und Holzloggia wurde im Heimatstil vom Büro August Exter und Otto Numberger errichtet. Er entspricht einem Typus aus dem Häuserkatalog des Büros und wurde vielfach variiert verwendet (siehe auch: Marsopstraße 12 und Marsopstraße 14).